# Nine Months
Nine Months is een Amerikaanse romantische komedie uit 1995 van Chris Columbus, met in de hoofdrollen onder meer Hugh Grant en Julianne Moore.

## Verhaal
Samuel (Hugh Grant) heeft een in zijn ogen perfectie relatie met balletlerares Rebecca (Julianne Moore), maar daar komt verandering in wanneer zij zwanger blijkt te zijn. Hoewel zelf kinderpsycholoog ziet Samuel huizenhoog op tegen het vaderschap, iets wat nog versterkt wordt door hun ontmoeting met het echtpaar Marty (Tom Arnold) en Gail (Joan Cusack) en hun onhandelbare kinderen. Ook het vreemde gedrag van de uit Rusland afkomstige gynaecoloog dr. Kosevich (Robin Williams) helpt niet mee.

## Rolverdeling
| Acteur         | Personage       | Opmerkingen           |
| -------------- | --------------- | --------------------- |
| Hugh Grant     | Samuel Faulkner |                       |
| Julianne Moore | Rebecca Taylor  | Samuels vriendin      |
| Tom Arnold     | Marty Dwyer     |                       |
| Joan Cusack    | Gail Dwyer      | Marty's vrouw         |
| Robin Williams | dr. Kosevich    | Rebecca's gynaecoloog |
| Jeff Goldblum  | Sean Fletcher   | vriend van Samuel     |

## Productie
Nine Months is een remake van de Franse film Neuf mois uit 1994.
De publiciteit voor de film werd enigszins overschaduwd door de arrestatie van Hugh Grant (voor wie dit de eerste Amerikaanse studiofilm was) wegens wangedrag met prostituee Divine Brown, een paar weken voor de Amerikaanse première. Grant kwam zijn interviewafspraken met onder meer Jay Leno gewoon na en gaf zijn fout ook toe.
De filmsong "The Time of Your Life" van Little Steven en de filmmuziek van Hans Zimmer zijn ook uitgebracht op de gelijknamige soundtrack.